# La Garde-Adhémar
La Garde-Adhémar este o comună în departamentul Drôme din sud-estul Franței. În 2009 avea o populație de 1.130 de locuitori.

## Evoluția populației
| An        | 1975 | 1982  | 1990  | 1999  | 2006  | 2009  |
| --------- | ---- | ----- | ----- | ----- | ----- | ----- |
| Populație | 880  | 1.077 | 1.108 | 1.075 | 1.128 | 1.130 |